# Unified Glare Rating
Das Unified Glare Rating (UGR; deutsch vereinheitlichte Blendungsbewertung) wurde von der Internationalen Beleuchtungskommission CIE (Commission International de l'Eclairage) entwickelt.
Es ist ein Verfahren beziehungsweise ein empirisches Modell, das die Bewertung der Blendung in Innenräumen weltweit vereinheitlichen soll. Je niedriger der UGR-Wert, desto geringer ist die psychologische Blendung.
Bei der UGR-Formel handelt es sich um eine Weiterentwicklung der Formel zur Berechnung des CIE Glare Index.
Für die Blendung außerhalb von Gebäuden (Stadien, Straßenbeleuchtung) dient das empirische Modell Glare Rating (GR), welches im CIE Dokument 112-1994 beschrieben ist.

## Verfahren
Andere oder bisherige Methoden konnten lediglich die Blendung durch eine einzelne Leuchte ermitteln. Beim UGR-Verfahren kann der Blendungsgrad UGR durch mehrere Lichtquellen (Lampen) einer Beleuchtungsanlage für eine definierte Beobachterposition empirisch berechnet werden:
{\displaystyle UGR=8\cdot \lg \left({\frac {0{,}25}{L_{b}}}\cdot \sum {\frac {L^{2}\omega }{p^{2}}}\right)}
mit
{\displaystyle L_{b}} – Hintergrund-Leuchtdichte (Wand/Decke)
{\displaystyle L} – Leuchtdichte der jeweiligen Lampe
{\displaystyle \omega } – Raumwinkel in sr, den die Lampen jeweils für den Betrachter einnehmen.
{\displaystyle p} – Guth's Index, der den Einfluss der vertikalen und horizontalen Winkelentfernung der Lampen von der Sehachse (Blickrichtung) berücksichtigt.
Der sogenannte Guth's Index ist 1949 empirisch durch Versuche mit Personen ermittelt worden, die zu bewerten hatten, um wie viel heller eine Lichtquelle sein kann, wenn sie bei gleicher Blendwirkung (Lästigkeitsschwelle) weiter außerhalb der Sehachse liegt. Luckiesh und Guth haben hierzu unter anderem ein Diagramm angefertigt, die Bestimmung ist später durch eine empirische Formel auch für Rechenprogramme aufgearbeitet worden:
{\displaystyle p=\exp \left(35{,}2-0{,}31889\alpha -1{,}22\exp \left({\frac {-2\alpha }{9}}\right)\cdot 10^{-3}\beta +\left(21+0{,}26667\alpha -0{,}0029663\alpha ^{2}\right)\cdot 10^{-5}\beta ^{2}\right)}
mit
{\displaystyle \alpha } – Winkel in Grad zwischen der Vertikalen und der Ebene Auge – Lichtquelle – Sehachse
{\displaystyle \beta } – Winkel in Grad zwischen der Sehachse und der Verbindungslinie Auge – Lichtquelle
Die DIN EN 12464-1 gibt den UGR-Referenzwert für einen Standardraum an. Lichtplanungsprogramme ermöglichen eine Berechnung des UGR-Wertes für eine bestimmte Beobachterposition im Raum. Zusätzlich erfolgt die Angabe des Elevationswinkels 65°, 75° oder 85° für Leuchtdichten < 1.000 Candela/Quadratmeter (Verhältnis Lichtstärke/Fläche). Hierbei handelt es sich um den Grenzwinkel, oberhalb dessen die Leuchte rundum eine Leuchtdichte von 1.000 Candela/Quadratmeter hat.

## Beispiele
Je nach Schwierigkeit verschiedener Sehaufgaben, sind laut DIN EN 12464-1, unterschiedliche UGR-Werte einzuhalten:
- Technisches Zeichnen: UGR ≤ 16
- Lesen, Schreiben, Unterrichtsräume, Computerarbeit, Kontrollarbeiten: UGR ≤ 19
- Arbeiten in Industrie und Handwerk, Empfang: UGR ≤ 22
- Grobe Arbeiten, Treppen: UGR ≤ 25
- Flure: UGR ≤ 28

In Räumen mit Bildschirm- und Büroarbeitsplätzen darf der UGR-Wert nicht größer als 19 sein, unabhängig vom Beleuchtungsniveau. Leuchtenhersteller bieten entsprechende UGR-Tabellen an.

## Kritik
Die UGR-Berechnung wurde entwickelt, um sie auf Lichtquellen anzuwenden, die eine kleine, aber homogen abstrahlende Fläche besitzen, wie z. B. frei strahlende Leuchtstofflampen, oder Leuchten mit Streuscheiben. Große Flächen, wie z. B. Lichtdecken mit hinterleuchteten Spannfolien, kleine inhomogene Lichtquellen wie Strahler oder bestimmte Downlights ergeben bei dem Berechnungsverfahren einen Wert, der nicht mehr mit der empfundenen Blendung korreliert. Besonders LED-Lichtquellen, die häufig aus einer Vielzahl von einzelnen Lichtpunkten bestehen, sind von diesem Mangel betroffen.
Verschiedene Untersuchungen legen nahe, dass die UGR-Berechnung, ebenso wie die meisten anderen Blendberechungen, eine geringe Korrelation zur empfundenen Blendung aufweisen.
Von Takahashi et al. wurden Änderungen vorgeschlagen, um eine verbesserte Berechnung der Blendung zu erreichen. Bislang sind jedoch keine entsprechenden Normungen in Sicht, die eine verbesserte Blendbewertung ermöglichen. Der Aufwand, eine solche in der Lichtindustrie einzuführen, muss auch als groß eingeschätzt werden, da gängige Lichtberechnungssoftware, wie z. B. DIALux oder Relux zur Berechnung nur EULUMDAT-Informationen heranziehen und diese Daten jedoch unzureichend für die Beschreibung inhomogener Leuchtdichten an Lichtquellen sind.